# Муралівка
Муралівка — відомий пам'ятник пізнього палеоліту, розташований у Надозів'ї, біля села Носове (Неклинівський район, Росія) західніше від міста Таганрог, біля Міуського лимана.
Науково датується 18,000-17,000 рр. до Р. Х..
Пов'язують з припливом населення з півночі внаслідок похолодання. Сильні оріньяцькі впливи.
Тут були виявлені залишки наземного житла, оточеного кам'яною вимосткою, з вогнищем у центрі.
Техніка розщеплення й склад кремінного інвентарю дуже своєрідні й дозволяють виділити особливу археологічну культуру, деякі аналоги якої перебувають на території Центральної й Західної Європи (ладьєподібні шкребіння й мікроінвентар на своєрідних лускатих заготівлях).
Серед кістяних виробів відзначаються фрагменти, прикрашені гравіюванням, а також фрагмент статуетки.